# 斜帶圓沫蟬
斜帶圓沫蟬（学名：Lepyronia okadae）为尖胸沫蟬科圓沫蟬屬下的一个种。